# Pardosa vinsoni
Pardosa vinsoni este o specie de păianjeni din genul Pardosa, familia Lycosidae. A fost descrisă pentru prima dată de Roewer, 1951.
Este endemică în Madagascar. Conform Catalogue of Life specia Pardosa vinsoni nu are subspecii cunoscute.